# 霍普湖
霍普湖（英語：Lake Hope），是南極洲的湖泊，位於葛拉漢地的特里尼蒂半島，處於弗洛拉山以北1公里，名稱取自鄰近的霍普灣，現時由南極條約體系管理。